# Lisa Ajax
Pour les articles homonymes, voir Ajax.
Lisa Kristina Ajax (née le 13 août 1998 à Jakobsberg) est une chanteuse suédoise.

## Carrière
Lisa Ajax commence à prendre des cours de chant avec un professeur de chant en 2004, l'année même où la première édition du télé-crochet Idol. Elle aurait alors déclaré qu'elle postulerait pour Idol dès qu'elle aurait 16 ans, dans le but de devenir la gagnante.
Ajax fait partie du groupe Helges All Stars qui participe au Lilla Melodifestivalen 2012 avec la chanson Allt som jag har.
Elle s'inscrit à l'édition 2014 d’Idol. Elle passe une audition à Stockholm qui est très appréciée par le jury lorsqu'elle chante la chanson Mamma Knows Best et devient l'une des favorites en début de saison. À la fin de la saison, Ajax remporte la finale le 5 décembre 2014 et reçoit la chanson Unbelievable (écrite par le candidat de Fame Factory Jimmy Jansson, Micha Wilshire et Lori Wilshire) comme chanson gagnante. Elle est alors le plus jeune vainqueur du télé-crochet. À la suite de l'émission, Ajax et deux autres participantes, Mollie Lindén (arrivée deuxième) et Josefine Myrberg (arrivée troisième) feront une tournée nationale de remerciements à partir du 12 décembre 2014.
Au Melodifestivalen 2016, Ajax participe à la troisième demi-finale à Norrköping le 20 février, avec la chanson My Heart Wants Me Dead écrite par Linnea Deb, Joy Deb, Anton Hård af Segerstad, Nikki Flores et Sara Forsberg. Ajax est une des deux artistes qualifiés pour la finale à Stockholm où elle termine à la septième place avec un total de 56 points.
Au Melodifestivalen 2017, Ajax participe à la deuxième demi-finale à Malmö le 11 février, avec la chanson I Don't Give A écrite par Ola Svensson, Linnea Deb, Joy Deb et Anton Hård af Segerstad. Ajax se qualifie par la deuxième chance pour la finale où elle termine à la neuvième place avec un total de 46 points.
Au Melodifestivalen 2019, Ajax participe à la quatrième demi-finale à Lidköping, avec Torn écrite par Isa Molin. Elle accède à la finale par la seconde chance à Nyköping. En finale, Ajax termine à la neuvième place avec un total de 62 points.
En 2020, Ajax change de direction et de label. Elle sort alors son premier single solo en suédois, Jag måste, co-écrit avec Anton Engdahl, Marcus Holmberg.
Elle est un des huit participants de The Island Sverige, adaptation du programme britannique The Island with Bear Grylls, enregistré en août 2021 et diffusée en février 2022.
Au Melodifestivalen 2022, Ajax participe en duo avec le rappeur Niello à la deuxième demi-finale, avec Tror du att jag bryr mig. La chanson arrive dernière.
Ajax participe à l'émission de danse Let's Dance, diffusée sur TV4 entre mars et mai 2022, éliminée à la quatrième émission le 16 avril.
Au Melodifestivalen 2024, Ajax participe à la première demi-finale à Malmö le 3 février avec la contribution Awful Liar, écrite par David Lindgren Zacharias, Sebastian Atas, Victor Crone et Victor Sjöström. Elle se qualifie pour la finale et terminer à la onzième et avant-dernière place avec un total de 37 points.

## Vie privée
Ajax est en couple avec son collègue musicien Max "Klockrent" Huss, de trois ans son aîné. En décembre 2023, le couple annonce qu'il attend son premier enfant.

## Diskografi
EPs
- 2014 : Unbelievable
- 2017 : Collection

### Singlar
- 2014 : Love Run Free (Capitol Music Group).
- 2014 : Unbelievable
- 2015 : Blue Eyed Girl (Capitol Music Group).
- 2016 : My Heart Wants Me Dead (Capitol Music Group).
- 2016 : Give Me That (Capitol Music Group).
- 2016 : Love Me Wicked
- 2016 : Santa Bring My Baby to Me
- 2017 : I Don't Give A.
- 2018 : Think About You
- 2018 : Terribly Good Xmas
- 2019 : Off My Mind
- 2019 : Torn.
- 2019 : I Like"
- 2020 : Jag Måste (Ninetone Records).
- 2020 : Fantasi (Ninetone Records).
- 2020 : Jag vill ha dig (Ninetone Records).
- 2021 : Ingen annan (Universal Music AB), en duo avec Niello.
- 2021 : Här tog det vackra slut (DM), en duo avec Klockrent!.
- 2022 : Tror du att jag bryr mig (Universal Music AB), en duo avec Niello.
- 2023 : Över dig (feat. Lisa Ajax) (Cardiac Revords), en duo avec Klockrent!.
- 2023 : VI ÄR SVERIGE (VM-låt 2023) (Emperial AB), en duo avec Lia Larsson et Tone Sekelius.
- 2023 : Falling For Christmas (Universal Music AB).